# Списак томова серије Обећана Недођија
Мангу Обећана Недођија написао је Кају Шираи а илустровала Посука Демизу. Објављивала се од августа 2016. до јуна 2020. године у недељном шонен часопису Weekly Shōnen Jump, и поглавља су јој сакупљена у 20 танкобона. Издавачка кућа Лагуна преводи наслов на српски језик од 2025. године.

## Spisak tomova
| - 1. „Дом "Грејсфилд"” (ハウス ) - 2. „Излаз” (出口 ) - 3. „Челична жена” (鉄の女 ) - 4. „Најмање зло” ("最善" ") - 5. „Открила нас је!” (やられた! !) - 6. „Керол и Кроне” (キャロルとクローネ ) - 7. „Рачунамо на тебе!” (頼んだぞ ) |

| - 8. „Имам идеју” (考えがある ) - 9. „Играјмо се жмурке” (鬼ごっこしましょう ) - 10. „Контрола” (コントロール ) - 11. „Доушник, 1. део” (内通者① 1) - 12. „Доушник, 2. део” (内通者② 2) - 13. „Доушник, 3. део” (内通者③ 3) - 14. „Кец у рукаву” (切り札 ) - 15. „Никада више” (二度としないで ) - 16. „Вилијам Минерва и тајна соба, 1. део” (秘密の部屋とW・ミネルヴァ① 1) |

| - 17. „Вилијам Минерва и тајна соба, 2. део” (秘密の部屋とW・ミネルヴァ② 2) - 18. „Одлучност” (覚悟 ) - 19. „Готово је” (アウト ) - 20. „"Савез"” ("共闘" ") - 21. „Замка је очигледна” (見え透いた罠 ) - 22. „Мамац” (餌 ) - 23. „Овај проклети свет” (ブチ壊せ!! !!) - 24. „Извидница, 1. део” (下見① 1) - 25. „Извидница, 2. део” (下見② 2) |

| - 26. „Желим да живим” (生きたい ) - 27. „Нећеш умрети!” (死なせない ) - 28. „Скривање, 1. део” (潜伏① 1) - 29. „Скривање, 2. део” (下見② 2) - 30. „Отпор” (抵抗 ) - 31. „Празнина” (空虚 ) - 32. „Акција, 1. део” (決行① 1) - 33. „Акција, 2. део” (決行② 2) - 34. „Акција, 3. део” (決行③ 3) |

| - 35. „Акција, 4. део” (決行④ 4) - 36. „Акција, 5. део” (決行⑤ 5) - 37. „Бег” (脱出 ) - 38. „Заклетва у шуми” (誓いの森 ) - 39. „Непредвиђене околности” (想定外 ) - 40. „Змије Алвапинере” (アルヴァピンネラの蛇 ) - 41. „Напад” (襲来 ) - 42. „Ми нисмо храна!” (食われてたまるか ) - 43. „Број 81194” |

| - 44. „Девојка са капуљачом” (頭巾の少女 ) - 45. „Испомоћ” (救援 ) - 46. „Сонж и Музика” (ソンジュとムジカ ) - 47. „Бајка” (昔話 ) - 48. „Два света” (二つの世界 ) - 49. „Научи ме” (教えて ) - 50. „Пријатељи” (友達 ) - 51. „B06-32, 1. део” (B06-32①) - 52. „B06-32, 2. део” (B06-32②) |

| - 53. „B06-32, 3. део” (B06-32③) - 54. „B06-32, 4. део” (B06-32④) - 55. „B06-32, 5. део” (B06-32⑤) - 56. „Договор, 1. део” (取り引き① 1) - 57. „Договор, 2. део” (取り引き② 2) - 58. „Одлука” (判断 ) - 59. „Бирајте своје оружје” (好きに選べ ) - 60. „Голдипонд” (ゴールディ・ポンド ) - 61. „Чик преживи” (生きてみろよ ) |

| - 62. „Бесмртно чудовиште” (不死身の怪物 ) - 63. „Упомоћ” () - 64. „Да сам другачије поступио” (もしもの私 ) - 65. „Тајни врт” (シークレット・ガーデン ) - 66. „Забрањена игра, 1. део” (禁じられた遊び① 1) - 67. „Забрањена игра, 2. део” (禁じられた遊び② 2) - 68. „Тако је како је” (こんなもんだよ ) - 69. „Упознајте се” (会わせたい人 ) - 70. „Жмурке” (かくれんぼ ) |

| - 71. „Прави наум” (真意 ) - 72. „Позив” () - 73. „Устанак” (決起 ) - 74. „Посебно дете” (特別な子 ) - 75. „Несаломива трска” (不屈の葦 ) - 76. „Битка почиње” (開戦 ) - 77. „Слабићи” (無知な雑魚共 ) - 78. „Један поражен” (まず一匹 ) - 79. „Овај метак ће пресудити” (この一矢に定むべし ) |

| - 80. „Немаш права!” (何だよお前!! !!) - 81. „До саме смрти” (死守 ) - 82. „Господар ловишта” (猟場の主 ) - 83. „Одговор након тринаест година” (13年越しの解答 13-nen Goshi no Kaitō) - 84. „Застој” (歯止め ) - 85. „Шта ми је чинити?” (どうしたら ) - 86. „Појачање” (戦力 ) - 87. „Граница” (境界 ) - 88. „Реванш” (リターンマッチ ) |

| - 89. „Поново заједно” (合流 ) - 90. „Морамо победити!” (勝とう ) - 91. „Из све снаге” (ありったけを ) - 92. „Пуцај!” (撃ちまくれ ) - 93. „Закључак” (決着 ) - 94. „Сви заједно” (全員 生きて ) - 95. „Враћамо се кући” (帰ろうぜ ) - 96. „Добро дошли” (おかえり ) - 97. „Наша будућност” (望む未来 ) |

| - 98. „Звук почетка” (始まりの音 ) - 99. „Квитидала” (クヴィティダラ ) - 100. „Долазак” (到着 ) - 101. „Пођи за мном!” (おいで ) - 102. „Пронашли смо их!” (見つけたよ ) - 103. „Још један потез” (あと一手 ) - 104. „Одбаци” (捨てる ) - 105. „Опсена” (まやかし ) - 106. „Пут спаса” (活路 ) |